# 분쇼
분쇼(文正, ぶんしょう)는 일본의 연호(元号) 중 하나이다.
분쇼는 문서를 뜻하는 일본어다.
- 전후 : 간쇼(寛正) 이후 - 오닌(応仁) 이전.
- 시기 : 1466년
- 천황 : 고쓰치미카도 천황
- 쇼군 : 무로마치 막부의 아시카가 요시마사

## 개원(改元)
- 간쇼 7년 2월 28일(율리우스력 1466년 3월 14일), 고쓰치미카도 천황의 즉위에 따라 개원.
- 분쇼 2년 3월 5일(율리우스력 1467년 4월 9일), 오닌으로 개원된다.

## 출전
『순자(荀子)・왕제편』의 「積文學，正身行」.

## 서력과의 대조표
| 분쇼 | 원년   | 2년    |
| ---- | ------ | ------ |
| 서력 | 1466년 | 1467년 |
| 간지 | 병술   | 정해   |

## 같이 보기
- 일본의 연호 일람

| 이전 간쇼 | 일본의 연호 1466년 ~ 1467년 | 다음 오닌 |